# معارضة سورية

يستخدم «علم استقلال» سوريا، الذي كان مستخدمًا قبل انقلاب حزب البعث عام 1963، على نطاق واسع بين المتظاهرين باعتباره علم المعارضة وقد تبناه رسميًا الائتلاف الوطني السوري المعارض والجيش الوطني السوري.

المعارضة السورية هو مصطلح شامل للمجموعات والأفراد الذين يطالبون بتغيير النظام في سوريا، والذين يعارضون حكومة حزب البعث. سلكت جماعات من المعارضة في سوريا دربًا جديدًا عام 2011 عقب اندلاع الحرب الأهلية السورية حيث توحدت تلك الجماعات لتشكيل الائتلاف الوطني السوري وحظيت بدعم دولي وتم الاعتراف بها كشريك في الحوار. اعترفت بالائتلاف الوطني السوري دولة واحدة على الأقل وهي ليبيا. وشُكل أيضاً في شهر نوفمبر عام 2012 مجموعة معارضة شاملة جديدة تحت اسم الائتلاف الوطني لقوى الثورة والمعارضة السورية و أُعترف بهِ رسمياً من قبل مجلس التعاون لدول الخليج العربي وعلى رأسهم المملكة العربية السعودية ودولة قطر كممثل شرعي للشعب السوري وباعتباره «ممثل طموحات الشعب السوري» لدى جامعة الدول العربية حتى 7 مايو 2023، حينما عقدت جلسة طارئة لجامعة الدول العربية حول استئناف عضوية سوريا في الجامعة، ودعوة بشار الأسد إلى القمة العربية التي عقدتها السعودية في 19 مايو من نفس العام.
ظلت سوريا خاضعة لحكم قانون الطوارئ منذ عام 1963 عندما استولى حزب البعث السوري على السلطة في انقلاب عسكري. ومنذ عام 1971، وبعد قيام ما يسميه حزب البعث«الحركة التصحيحية»، تم انتخاب الضابط حافظ الأسد لمنصب رئاسة الجمهورية. منذ عام 1980، تم حظر أي شكل من أشكال المعارضة لنظام البعث في سوريا. وتم إنشاء خمس أجهزة أمنية إستخباراتية رئيسة مرتبطة بمكتب الأمن القومي التابع لحزب البعث الحاكم لتعمل بصورة أساسية على مراقبة المعارضة السياسية. وتعني دولة الطوارئ محاكمات عسكرية وتطبيق القانون العسكري والمحاكمات الخاصة للقضايا السياسية دون أي اعتبار لحقوق الإنسان أو عملية التقاضي الطبيعية. وكان السجناء يعذبون بصورة دورية ويتحفظ عليهم في ظروف مزرية. وعقب وفاة الرئيس السوري حافظ الأسد في يونيو من عام 2000، تم تنصيب إبنه بشار الأسد رئيسًا لسوريا وأمينًا قطريًا لحزب البعث. وعندما اندلعت ثورات الربيع العربي، بدأ المعارضون السوريون في تشكيل ائتلافات معارضة مسلحة على الأرض مدعومة بشكل أساسي من المملكة العربية السعودية وجمهورية تركيا ودولة قطر.

## الائتلاف الوطني السوري

الشعار الرسمي الائتلاف الوطني لقوى الثورة والمعارضة السورية

إن الائتلاف الوطني لقوى الثورة والمعارضة السورية هو ائتلاف يضم جماعات المعارضة في الأزمة السورية. تشكل هذا الائتلاف في 11 نوفمبر عام 2012 في مؤتمر جماعات المعارضة الذي عقد في الدوحة، في قطر. ويضم الائتلاف منظمات مثل الائتلاف الوطني السوري. ولقد ترأس هذا الاتئلاف الداعية الإسلامي معاذ الخطيب وتم انتخاب رياض سيف وسهير الأتاسي نائبين للرئيس. وتولى مصطفى الصباغ منصب الأمين العام للائتلاف.
- إن الائتلاف الوطني السوري هو ائتلاف من جماعات المعارضة السورية يقع مقره في إسطنبول، في تركيا ولقد تشكل هذا الائتلاف عام 2011 أثناء الأزمة السورية.[8] ومن الشخصيات البارزة في الائتلاف الرئيس الحالي جورج صبرة والرئيس السابق برهان غليون وعبد الباسط سيدا.
  - الإخوان المسلمون: فصيل إسلامي تأسس عام 1930. كانت جماعة الإخوان المسلمين وراء تمرد الإخوان المسلمين ما بين عامي 1976 حتى 1982. ولقد تم حظر هذه الجماعة في سوريا وأصبح الانتماء إليها جريمة عقوبتها الإعدام عام 1980. ولقد اتهم بشار الأسد وآخرون جماعة الإخوان المسلمين بأنها اللاعب الأساسي في الثورة السورية التي تصاعدت لتصبح حربًا أهلية.[9][10][11] ولقد وصفت مصادر أخرى الجماعة بأنها «قامت من العدم»,[12] «لمت شتات نفسها» [13] لتصبح قوة مسيطرة في الثورة.[14] والقائد الحالي للجماعة هو علي صدر الدين البيانوني.
  - الائتلاف العلماني الديمقراطي السوري: نواة المعارضة السورية العلمانية والديمقراطية التي ظهرت أثناء الأزمة السورية. تشكل هذا الائتلاف من اتحاد مجموعة من المسلمين والمسيحيين ومن الأحزاب العربية والكردية، التي يطلق عليها الأقليات في سوريا لدعم القتال ضد نظام بشار الأسد.[15][16] ولقد دعا الائتلاف أيضاً إلى التدخل العسكري في سوريا، في شكل فرض منطقة حظر طيران مثل تلك التي فرضت في كوسوفو، مع إقامة منظمة آمنة ومدن آمنة.[17][18] ولقد ترأس هذا الائتلاف رندة قسيس الذي هو أيضاً عضو في الائتلاف الوطني السوري.[19][20][21][22]
  - إعلان دمشق: كتلة المعارضة منذ عام 2005. تم الحكم على 12 عضوًا بالسجن لمدة سنتين ونصف عام 2008. ولقد أعلن الصحفي والناشط ميشيل كيلو عن هذا الإعلان بعد أن وضع مسودته الأولى الكاتب والمفكر السوري عبد الرازق عيد. رياض سيف، ناشط ديمقراطي آخر، كان أول من وقع على هذا الإعلان.[23] ولقد وقعت «خمس جماعات معارضة صغيرة» على الإعلان وهم التجمع الوطني الديمقراطي القومي العربي، والتحالف الديمقراطي الكردي ولجنة المجتمع المدني والجبهة الديمقراطية الكردية وتيار المستقبل.[24] ولقد شارك أيضًا في إعلان دمشق حركة العدالة والبناء في سوريا (MJD).[25] وفي سلسلة من الانشقاقات بدأت عام 2007 واستمرت حتى عام 2009، ترك معظم الأعضاء إعلان دمشق وتركوا حركة العدالة والبناء في سوريا وحزب الشعب الديمقراطي السوري (انظر أدناه) باعتبارهما الفصيلين المتبقيين فقط بالإضافة إلى بعض المستقلين.
  - حزب الشعب الديمقراطي السوري: هو حزب اشتراكي لعب «دورًا أساسيًا» في إنشاء المجلس الوطني السوري.[26] وقائد الحزب «جورج صبرة» (علماني ابن لأسرة مسيحية) هو المتحدث الرسمي للمجلس الوطني السوري وترشح أيضًا لمنصب رئيس المجلس.[27]
  - المجلس الأعلى للثورة السورية: جماعة معارضة سورية تدعم الإطاحة بحكومة بشار الأسد. ولقد منحت جماعات المعارضة المحلية حق التمثيل في منظمتها الوطنية.
- لجان التنسيق المحلية في سوريا: شبكة تضم جماعات التظاهر المحلية التي تنظم التظاهرات وتعد تقارير بشأنها كجزء من الأزمة السورية، ولقد تشكلت تلك الشبكة عام 2011.[28][29] اعتبارًا من أغسطس 2011، وبدءًا من أغسطس 2011، دعمت الشبكة العصيان المدني والمقاومة المسلحة المحلية المعارضة والتدخل العسكري الدولي كوسائل لمجابهة الحكومة السورية.[30] ومن الشخصيات الأساسية في الشبكة الناشطتان رزان زيتونة وسهير الأتاسي.[31]
- الجيش السوري الحر والمجلس العسكري الأعلى: هي قوات شبه عسكرية نشطت أثناء الأزمة السورية.[1][4] ويتكون الجيش السوري الحر أساسًا من المنشقين من القوات المسلحة العربية السورية،[32]1 week with the “free syrian army” – February 2012 – Arte reportage 1 of 2. YouTube. Retrieved on 23 March ولقد تم الإعلان عن تشكيل هذا الجيش في 29 من يوليو 2011 في فيديو أذيع على الإنترنت من مجموعة من المنشقين من الجيش السوري غير مرتدين لزيهم العسكري وطالبوا الجيش السوري بالانشقاق والانضمام إليهم.ولقد كشف قائد المجموعة عن شخصيته وعرف نفسه بأنه العقيد رياض الأسعد، ولقد أعلن عن أن الجيش السوري الحر سيتعاون مع المتظاهرين من أجل إسقاط النظام وأعلن أن جميع قوات الأمن التي تهاجم المدنيين هي أهداف مبررة justified targets. ولقد ذكرت التقارير أيضًا أن العديد من القنصليين السوريين السابقين يعملون معًا لتكوين «البحرية السورية الحرة» التي تضم الصيادين والمنشقين لحماية السواحل.[33]
  - كتائب التوحيد: جماعة مسحلة تابعة للجيش السوري الحر اشتركت في معركة حلب.
  - لواء الأمة: مجموعة قوة شبه عسكرية تحارب الحكومة السورية في الأزمة السورية. وقاد المجموعة في السابق مهدي الحراتي وهو أيرلندي ليبي قاد كتية طرابلس الثورية الليبية أثناء معركة طرابلس. وفي سبتمبر عام 2012 أصبح اللواء تحت قيادة الجيش السوري الحر.

## جماعات معارضة أخرى
- حزب التحرير: حزب سياسي إسلامي محظور في معظم الدول العربية.
- هيئة التنسيق الوطنية لقوى التغيير الديمقراطي (NCC أو NCB، لمكتب التنسيق الوطني): تتألف كتلة المعارضة السورية برئاسة حسن عبد العظيم[34] مما يقرب من 13 حزبًا سياسيًا معظمهم من اليسار ومن النشطاء السياسيين المستقلين، وتضم الهيئة ثلاثة أحزاب سياسية كردية ونشطاء شباب، وتباشر الهيئة أعمالها داخل سوريا وفي الخارج.[35] وتضم الهيئة نسبة كبيرة من الأحزاب السياسية العلمانية من حركة التمرد السورية فيما قبل الثورة، وتتشكل أساسًا من اليساريين والقوميين العرب. فالعديد من قادتها من المنشقين القدامى وبعضهم من سجناء الرأي السابقين المشهورين. ولقد كانت هذه الهيئة أول تحالف كبير يتكون أثناء الثورة في صيف 2011. وكانت تعتبر أساسًا المنافس الرئيس للائتلاف الوطني السوري، وصورت الهيئة نفسها باعتبارها «المعارضة الداخلية» في سوريا (في مقابل الائتلاف الوطني السوري المدعوم من المعارضة في المنفى)، ولكن فقدت الهيئة تأثيرها بينما أصبح الصراع عسكريًا بدرجة كبيرة.
- التجمع الوطني الديمقراطي: تحالف معارضة محظور تشكل عام 1980 ويتألف من خمسة أحزاب سياسية من التيار العلماني وتيار الوحدة العربية والقوميين العرب والتيار الاشتراكي، الاتحاد الاشتراكي العربي الديمقراطي، حزب الشعب الديمقراطي السوري، حزب العمال الثوري العربي، حركة الاشتراكيين العرب، حزب البعث الديمقراطي العربي الاشتراكي. وفي عام 2006 انضم حزب العمل الشيوعي إلى هذا الائتلاف. ولقد وقع هذا التجمع أساسًا على إعلان دمشق، ولكن انشق معظم أعضائه لاحقًا من الجماعة. ومن بين معظم أحزاب التحالف، لا زال حزب الشعب الديمقراطي السوري فقط هو الحزب النشط الائتلاف الوطني السوري، بينما انضمت معظم الأحزاب الأخرى إلى هيئة التنسيق الوطني لقوى التغيير الديمقراطي، تحالف المعارضة المنافس.
- الهيئة العامة للثورة السورية: ائتلاف سوري يضم 40 كتلة معارضة سورية وحدت جهودها أثناء الأزمة السورية التي أعلنت يوم 19 أغسطس 2011 في إسطنبول بتركيا.[36]
- المجلس الوطني الديمقراطي السوري: تشكل في باريس في 13 نوفمبر 2011 أثناء الأزمة السورية على يد رفعت الأسد عم بشار الأسد. فلقد أعرب رفعت الأسد عن رغبته في أن يحل محل بشار الأسد مع الحفاظ على الجهاز الاستبدادي في الدولة كما هو وضمان سلامة أعضاء النظام، بينما قدم أيضًا وعودًا هلامية عن فترة «انتقالية».[37]
- جيش تحرير سوريا: جماعة ثورية مسلحة تحارب الحكومة السورية في محافظة إدلب في سوريا.[38] فهذا الجيش عبارة عن قوات محلية مفككة، تتكون في معظمها من مدنيين سوريين مسلحين انضموا إلى الانتفاضة.[39]
- جبهة تحرير سوريا الإسلامية: تشكل في سوريا في الفترة من سبتمر إلى أكتوبر 2012، ولقد ضمت الجبهة العديد من الكتائب الإسلامية المسلحة المشتركة في الأزمة السورية تحت قيادة قائد صقور الشام «أحمد أبو عيسى». وتهدف الجبهة إلى إقامة دولة ذات مرجعية دينية.[4]
- الجبهة الإسلامية السورية: تشكل في سوريات في 21 ديسمبر 2012، ولقد ضمت الجبهة 11 جماعة ثورية إسلامية مسلحة تضم حركة أحرار الشام، وتهدف الجبهة إلى الإطاحة بالحكومة السورية وإقامة دولة إسلامية.[40][41] ومعظم الجماعات الإسلامية في هذه الجبهة أكثر تشددًا من تلك الجماعات في جبهة تحرير سوريا الإسلامية.
- جبهة الخلاص الوطني في سوريا: أسسها عام 2005 نائب الرئيس الأسبق عبد الحليم خدام الذي نُفي إلى بلجيكا، وهذه الجبهة ليست عضوًا في الائتلاف الوطني السوري ولكنها تدعم أهدافه.
- في إيران، أصدر مجلس تنسيق درب الأمل الأخضر في مارس 2012، وهو مجموعة معارضة للحكومة الإيرانية والذي يتألف من مير حسين موسوي ومهدي كروبي، بيانًا مؤيدًا لمعارضة بشار الأسد.[42]
- حزب أحرار الليبرالي السوري: حزب سياسي ليبرالي اجتماعي تشكل في فبراير عام 2020 وترأسه السيدة ياسمين مرعي ونائبها الأستاذ خالد البيطار وهو أول حزب سياسي معارض ترأسه امرأة سورية.[43]

## الهيئة الكردية العليا

العلم الكردي المرفرف فوق المدن في مناطق كردية شمال شرق سوريا.

إن الهيئة الكردية العليا هي الجهاز الحاكم للمناطق الخاضعة للحكم الكردي في سوريا، أسسها حزب الاتحاد الديمقراطي الكردي والمجلس الوطني الكردي عقب اتفاقية التعاون بين الجانبين، ولقد تم توقيع الاتفاقية في 12 يوليو في إربيل تحت رعاية الرئيس الكردي العراقي مسعود بارزاني. ويتكون مجلس الأعضاء من عدد متساوٍ من أعضاء كلا الحزبين.
- حزب الاتحاد الديمقراطي الكردي: حزب سياسي كردي سوري أسسه عام 2003 [[بقايا حزب العمال الكوردستاني في سوريا. ويرتبط هذا الحزب بـ حزب العمال الكردستاني الذي أدرج على قائمة المنظمات الإرهابية من قبل تركيا والولايات المتحدة والاتحاد الأوروبي والناتو. ويعترف حزب الاتحاد الديمقراطي بوجود علاقات وطيدة بين الحزبين، مع عدم تدخل حزب العمال الكردستاني في إدارة حزب الاتحاد الديمقراطي للشئون الكردية السورية.[36] لكن هذا الحزب ليس مسجلاً تسجيلاً رسميًا كحزب سياسي في سوريا لأن دستور سوريا قبل 2012 لا يسمح بتأسيس أحزاب سياسية دون تصريح.
- المجلس الوطني الكردي: تأسس المجلس الوطني الكردي في إربيل في العراق في 26 من أكتوبر 2011، تحت رعاية الرئيس مسعود بارزاني، عقب الإنشاء المسبق لـ المجلس الوطني السوري. وكانت المنظمة تتكون أساسًا من 11 حزبًا كرديًا سوريًا، ولكن أصبح هذا العدد 15 حزبًا في شهر مايو 2012. ويكمن الاختلاف الرئيسي بين المجلس الوطني الكردي والائتلاف الوطني السوري في منهج معالجة مشكلة اللامركزية، مع ضغط المجلس الوطني الكردي لاستقلال المناطق الكردية، في حين يرفض الائتلاف الوطني السوري أي شيء بخلاف اللامركزية الإدارية.[48]
  - الحزب الديمقراطي الكوردستاني في سوريا party -s بقيادة سعود الملا (هو اتحاد أربعة أحزاب تم اتحادهم في 2014 وهي حزب الديمقراطية الكوردي في سوريا (البارتي) حزب آزادي بشقيه مصطفى جمعة / مصطفى اوسو - حزب يكيتي الكوردستاني)
  - الحزب الديمقراطي الوطني الكردي في سوريا بقيادة طاهر سفوك
  - الحزب المساواة الديمقراطي الكردي في سوريا بقيادة نعمة داود /عزيز داوي
  - الحزب الديمقراطي التقدمي الكردي في سوريا بقيادة حميد حج درويش
  - حزب الاتحاد الديمقراطي الكردي في سوريا بقيادة جمال شيخ الي
  - حزب يكيتي الكردي في سوريا بقيادة إسماعيل هامو
  - حركة الإصلاح- سوريا بقيادة فيصل يوسف
  - حزب اليسار الكردي في سوريا بقيادة محمد موسى
  - الحزب الديمقراطي الكردي في سوريا بقيادة عبد الرحمن الوجي
  - حزب اليسار الديمقراطي الكوردي في سوريا بقيادة شلال كدو
  - تيار المستقبل الكوردي في سوريا بقيادة كاميران حاجو / مشعل تمو

## المعارضة البرلمانية
تواجدت عدّة أحزاب أو تنظيمات سياسية في الداخل السوري وقد وصلت إلى قبّة مجلس الشعب ومنها:
- الجبهة الشعبية للتحرير والتغيير: تحالف الأحزاب السياسية السورية وهي الآن قائدة المعارضة السياسية في مجلس الشعب في سوريا.[49][50] ولقد ذكر قائد الائتلاف قدري جميل أنه قد كان هناك العديد من الانتهاكات لصالح منافسهم، الجبهة الوطنية التقدمية (سوريا)، في الانتخابات البرلمانية السورية عام 2012.[51] ولقد جمعت الجبهة الشعبية للتحرير والتغيير حزب إدارة الشعب برئاسة قدري جميل والحزب السوري القومي الاجتماعي برئاسة علي حيدر وأحزاب أخرى.[52][53] ولقد تولى كل من قدري جميل وعلي حيدر مناصب وزارية في الحكومة الجديدة التي شكلها الأسد عام 2012.
  - الحزب السوري القومي الاجتماعي: تأسس في بيروت عام 1932 كمنظمة تحرير قومية مناهضة للاستعمار الفرنسي ولقد لعب الحزب دورًا مهمًا في السياسة اللبنانية واشترك في محاولتي الانقلاب العسكري عام 1949 و1961 وتعرض بعدهما لقمع شامل. ولقد اشترك الحزب في المقاومة ضد الاجتياح الإسرائيلي للبنان من عام 1982 حتى 2000 بينما كان يدعم على الدوام الوجود السوري في لبنان. وفي سوريا أصبح الحزب السوري القومي الاجتماعي قوة سياسية أساسية مع بداية الخمسينيات من القرن العشرين، ولكنه تعرض لقمع شامل عام 1955. واحتفظ الحزب بتنظيمه، وفي عام 2005 أصبح الحزب حزبًا قانونيًا وانضم إلى الجبهة الوطنية التقدمية بقيادة حزب البعث.[4]
  - حزب الإرادة الشعبية: حزب سياسي سوري جزء من الجبهة الشعبية للتحرير والتغيير. قدري جميل هو مؤسس هذا الحزب السياسي. في 21 أغسطس عام 2012، صرح نائب رئيس الوزراء السوري السابق قدري جميل أن الحكومة السورية على استعداد لمناقشة فكرة تنحي الرئيس بشار الأسد.

## قائمة رموز المعارضة
- عبد الرازق عيد، كاتب ومفكر سوري، شارك في تأسيس لجان المجتمع المدني في سوريا وكتب المسودة الأولى لـ بيان الألف وشارك في وضع مسودة إعلان دمشق وترأس المجلس الوطني لإعلان دمشق في الخارج.
- عمار عبد الحميد، ناشط بارز في مجال حقوق الإنسان ومؤسس مؤسسة ثورة، وكان أول سوري يدلي بشهادته أمام الكونغرس الأمريكي 2006/2008، وأعد تقريرًا لرؤساء الولايات المتحدة ودعا للثورة في سوريا عام 2006.[54]
- عارف دليلة، اقتصادي بارز وأستاذ جامعي وعضو سابق في البرلمان السوري وعضو في إعلان دمشق
- برهان غليون، الرئيس السابق لـ الائتلاف الوطني السوري
- رياض الأسعد، قائد في الجيش السوري الحر
- رياض سيف، الرئيس السابق لـ منتدى الحوار الوطني
- رياض الترك، سياسي شيوعي سابق وديمقراطي ليبرالي
- هيثم المالح، ناشط بارز في مجال حقوق الإنسان وقاضٍ سابق
- أنور البني، محامي حقوق إنسان وناشط ديمقراطي وسجين سياسي
- ماهر عرار، ناشط سوري كندي في مجال حقوق الإنسان
- ميشيل كيلو، كاتب وناشط في مجال حقوق الإنسان، أطلق عليه «مفكر المعارضة السورية البارز»[55]
- كمال اللبواني، طبيب وفنان، يعتبر أحد الأعضاء البارزين في تيار المعارضة السورية
- ياسين الحاج صالح، كاتب وسياسي انفصالي
- فارس تمو، نجل السياسي الكردي المغتال مشعل تمو
- بسمة قضماني، أكاديمية والمتحدثة السابقة باسم الائتلاف الوطني السوري
- رضوان زيادة، المتحدث الرسمي المشترك للائتلاف الوطني السوري
- رندة قسيس، رئيس الائتلاف العلماني الديمقراطي السوري
- فدوى سليمان قائدة تظاهرات في حمص
- رزان غزاوي، مدونة بارزة
- سمر يزبك، مؤلفة وصحفية سورية حصلت على جائزة بن برنتر الدولية لعام 2012 للكاتب الشجاع عن كتابها، امرأة على خط النار: مذكرات الثورة السورية. هربت من سوريا عام 2011 ولكنها استمرت في الحديث كناقدة مفوهة لنظام الأسد من الخارج من أوروبا والولايات المتحدة.
- رزان زيتونة، قائدة في لجان التنسيق المحلية في سوريا وحاصلة على جائزة سخاروف لحرية الفكر لعام 2011
- عبد الباسط الساروت: شاركَ بالثورة عام 2011 ضدّ النظام السوري بقيادة بشار الأسد وقادَ عددًا من المظاهرات والاحتجاجات في مجموعةٍ من المدن. لُقِّب من قِبل البعض باسمِ «بلبل الثورة» بعدما كان يُغنِّي ويُنشدِ بالمظاهرات ضدّ الرئيس ونظامه. أصبحَ فيما بعدُ قائدًا ميدانيًا في أحدِ فصائل الجيش الحُرّ وشاركَ بالقتال مدن حمص ودمشق وحماة وحلب وغيرها إلى أن فارقَ الحياة في الثامن من حزيران/يونيو عام 2019 بعد إصابته خلال معركة السيطرة على قرية تل ملح بريفِ حماة الشمالي.[56]
- مشعل تمو، معارض سوري كُرديّ ورئيس حزب تيار المستقبل الكردي سابقاً، اغتيل خلال الاحتجاجات السورية عام ٢٠١١.
- عبد الباسط سيدا، سياسي سوري ورئيس المجلس الوطني السوري منذ ٩ حزيران / يونيو ٢٠١٢ حتى ٩ نوفمبر ٢٠١٢ ، كما إنه أحد مؤسسي المجلس. هو كردي سوري مقيم في السويد منذ حوالى عشرين عاماً منذ ١٩٩٤ ومختص في الحضارات القديمة، وله كتب عديدة في الفكر العربي والشؤون الكردية.

## السيطرة الإقليمية
توجد عدة مجموعات معارضة سورية على الأقل جزئياً في ثماني محافظات سورية، رغم أن أياً منها لا يخضع بالكامل لسيطرة الكيان.
تشمل المحافظات التي تسيطر عليها المعارضة جزئيا ما يلي:
المحافظات الخاضعة لسيطرة جزئية لجماعات معارضة متحالفة مع الائتلاف الوطني السوري:
- محافظة اللاذقية
- محافظة إدلب
- محافظة حماة
- محافظة حلب
- محافظة حمص (منطقة الـ55 كم)

المحافظات تحت سيطرة جزئية من جماعات المعارضة المتحالفة مع مجلس سوريا الديمقراطية:
- محافظة الحسكة
- محافظة الرقة
- محافظة دير الزور
- محافظة حلب

### الأراضي التي تحتلها تركيا
في أبريل 2015، بعد معركة إدلب الثانية، اقتُرح أن يكون المقر المؤقت للحكومة المؤقتة السورية إدلب، في محافظة إدلب. لكن هذه الحركة رفضتها جبهة النصرة وجيش الفتح بقيادة أحرار الشام التي تسيطر على إدلب. وفقاً للائتلاف الوطني السوري، هناك 404 مجالس محلية تتوافق مع المعارضة التي تعمل في القرى والبلدات والمدن التي تسيطر عليها قوات الثوريين. في عام 2016، تم إنشاء الحكومة السورية المؤقتة في المناطق التي تحتلها تركيا.

### الأراضي التي تحكمها حكومة الإنقاذ
تمد حكومة الإنقاذ سلطتها بشكل رئيسي في محافظة إدلب.